# Ezerjó
Az ezerjó a szőlőfélék (Vitaceae) családjába, a  bortermő szőlőkhöz (Vitis vinifera) tartozó magyar történelmi fehérbor szőlőfajta, hungarikum. Nógrád- és Hont vármegyékből származik, de az egész országban elterjedt. Nevét a budai szőlőkről kapta, ahol egykor közkedvelt fajta volt. Szinonim nevei: zátoki, korponai, budai fehér, Korponai vagy Kolmreifler, Erdélyben fehér bakator. 1884-ig a soproni borvidék egyik fő fajtája volt, napjainkban pedig a móri, a kunsági és neszmélyi borvidékek kedvelt szőlője.

## Leírása
Tőkéje erős növekedésű, kevés számú vesszőt nevel. Levele szív alakú, vastag szövetű, erősen hólyagos, lombozata ritka. Fagy- és rothadás érzékeny. Fürtje nagy, ágas, tömött; bogyói nagyok, hosszúkásak, sárgászöldek, áttetszők. Korán érik, bőtermő fajta.
A kéknyelű beporzója. Továbbnemesített fajtája a zengő.
Bora alkoholban gazdag, kemény, kissé fanyarkás ízű, markánsan savas, zöldesfehér színű, száraz, nem illatgazdag bor. A Mór környéki gazdaságokból származó gyümölcsök bora a legjobb minőségű és jól érlelhető. A Móri Ezerjó 2003-ban megkapta a Magyar Zászlósborok rendjének a zászlós bora kitüntető elismerést.